# Casa Santiago Serra
La Casa Santiago Serra és una obra barroca de Capellades (Anoia) protegida com a Bé Cultural d'Interès Local.

## Descripció
Casa de planta rectangular, coberta a dues vessants, formada de dos pisos i golfes. Les façanes es presenten arrebossades, excepte als angles, on veiem pedra de turó ben tallada en blocs regulars. La façana principal dona al carrer de Sant Francesc, i presenta tres portals adovellats de mig punt, el central amb la data, dins una orla, de 1777. Unes finestres allargassades, d'arc romboïdal, són potser un afegit posterior i assenyalen l'existència d'un pati de llums. A un dels angles de la casa, a la paret més propera al terra, s'ha tallat o rebaixat el mur formant un angle còncau. Això és visible a d'altres cases d'aquesta zona, no sabem si té una finalitat decorativa o pràctica. La façana posterior, amb balcons, dona a la Plaça de Sant Miquel. Els balcons dels dos primers pisos són de llinda plana, mentre que els de l'últim són d'arc rebaixat. Tots ells estan tancats per barana de ferro. A la planta baixa hi ha tres amplis portals.